# 캐롤 아서
캐롤 아서(Carol Arthur, 본명: Carol Arata 1935년 8월 4일 ~ 2020년 11월 1일)는 미국의 영화배우이다. 알츠하이머병 진단을 받고 11년 동안 투병 중 2020년 11월 1일 사망했다.

## 영화
- 이츠 올 어바웃 유 (2002년)
- 인트리피드 (2000년)
- 비트윈 더 시트 (1998년) - 게비 역
- 대포알탄 사나이 (1997년)
- 못말리는 드라큐라 (1995년)
- 못말리는 로빈 훗 (1993년)
- 베이비 대소동 (1992년)
- 강력범 (1979년)
- 월드 그레이티스트 러버 (1977년)
- 무성 영화 (1976년)
- 선샤인 보이 (1975년)
- 브레이징 새들스 (1974년)